# Godshuiskapel
De Godshuiskapel (Frans: Chapelle de l'hospice) is een kapel in de tot het Franse departement Somme behorende stad Rue.

## Geschiedenis
De kapel werd gebouwd in 1186 om zieken te verzorgen en ook de pelgrims die op weg waren naar Santiago de Compostella. In 1496 werd de kapel geplunderd door de Engelsen. Een broederschap van uit Santiago teruggekeerde pelgrims besloot begin 16e eeuw om de kapel te herbouwen. De kapel werd gewijd aan Sint-Nicolaas en aan Sint-Jacobus de Meerdere. Te lezen valt: in het jaar 1607 werd het koor en in het jaar 1612 werd het schip gebouwd. Pas in 1755 werd het koor van een gewelf voorzien.
Tijdens de Franse Revolutie werd de kapel als graanschuur gebruikt. Eind 19e eeuw werd de westgevel herbouwd in baksteen, in Vlaamse neorenaissancestijl. In 1921 werd de kapel beschermd als monument historique.

## Gebouw
De kapel is gebouwd in natuursteen. Het schip en het koor zijn iets verschillend in afmetingen. Het koor is driezijdig afgesloten. Een achtzijdig klokkentorentje bevindt zich op het dak van het koor.
Het interieur wordt overkluisd door een houten gewelf in de vorm van een scheepskiel. Er zijn diverse beelden bewaard en hun consoles zijn versierd met jachttaferelen en bladmotieven. De beelden zijn van Sint-Jacob, Sint-Nicolaas, Sint-Marta (alle 15e-eeuws) en de Madonna met Kind is 14e-eeuws. De lambrisering en het koorgestoelte zijn 18e-eeuws.
Boven het hoofdaltaar bevindt zich een schilderij dat Sint-Augustinus voorstelt en vervaardigd werd door Philippe de Champaigne.